# 川崎市岡本太郎美術館
川崎市岡本太郎美術館（かわさきしおかもとたろうびじゅつかん、Taro Okamoto Museum of Art,Kawasaki）は、神奈川県川崎市多摩区桝形の生田緑地内にある市立の美術館。芸術家、岡本太郎より川崎市に寄贈された作品1779点を所蔵・展示している。太郎の死後3年後の1999年に開館。
なお生田緑地には、同じく川崎市立の美術館「藤子・F・不二雄ミュージアム」（多摩区長尾）も所在する。

## 概要
1991年（平成3年）11月、岡本太郎所有の作品352点が川崎市に寄贈されたことに伴い「岡本太郎美術館建設計画」が持ちあがる。
1992年（平成4年）6月、「仮称岡本記念館建設構想委員会」が設置された1993年（平成5年）3月、基本構想が発表され、続いて基本計画が発表された。建設地は生田緑地内の噴水広場で、施設面積5000㎡の完全地下式美術館と高さ45mのシンボルタワーである。1994年（平成6年）3月、建設地の環境調査の結果により、噴水広場奥の谷戸に建設、シンボルタワーの高さを40mに変更した。
1995年（平成7年）6月、川崎市は建設地を再度変更し、生田緑地内にあるゴルフ練習場に決定した。
1996年（平成8年）1月7日、岡本太郎が没し生前の美術館開館には至らなかった。同年11月、岡本美術館建設工事が着工される。
1999年（平成11年）2月、美術館は竣工、同年10月30日に開館した。
なお当美術館にちなみ、多摩区内の和菓子店が共同で土産菓子「TAROの夢もなか」を開発した。太郎の言葉「芸術は爆発だ」を味で表現するため、もなかの皮に唐辛子を練り込んでいる。「かわさき名産品」にも選ばれ、多摩区内および麻生区内の和菓子店で販売されている。
2022年（令和4年）9月、施設の老朽化に伴う修繕工事のため、2023年1月まで休館し、2023年2月1日に再開した。

## 施設
美術館
常設展示室 - 岡本太郎の芸術作品、著作、パフォーマンス、フィールドワーク等の軌跡を伝えるための展示環境を備え、芸術活動の分野や内容、作品の特徴や形状、時代ごとの傾向など、独自の空間によって構成されている。各ゾーンでは、作品を映像・グラフィックで見せる空間構成がされ、照明効果・映像の演出によって紹介している。従来の美術館の鑑賞する展示ではなく、岡本太郎の世界を体験できる展示空間となっている。
企画展示室 - 岡本太郎の作品や資料の展示だけでなく、新人作家の紹介と作品、幅広い現代美術、参加型の展覧会などの展示空間が可能となっている。
設計者 - 建築本体：川崎市まちづくり局施設整備部、株式会社久米設計。母の塔：川崎市教育委員会、株式会社現代芸術研究所。

母の塔
シンボルタワー「母の塔」は、「大地に深く根ざした巨木のたくましさ」「ゆたかでふくよかな母のやさしさ」「天空に向かって燃えさかる永遠の生命」をテーマとして製作された。原作者は岡本太郎で、1971年（昭和46年）に原型が制作された。実際の塔は全高30m。
交通アクセス
- 小田急小田原線向ヶ丘遊園駅より徒歩。
- 向ヶ丘遊園駅南口より川崎市バス「生田緑地入口」停留所より徒歩。
- 溝の口駅南口（川崎市バス）、たまプラーザ駅（東急バス）からも同停留所へのバス便がある。

- アプローチのメタセコイアの林（2016年7月撮影）
- アプローチ階段、左側にエレベーター（2016年7月撮影）
- カフェテリアTARO、ミュージアムショップ棟（2016年7月撮影）
- カフェテリアTARO棟（2016年7月撮影）
- エレベーターとエントランス（2016年7月撮影）
- エントランス（2016年7月撮影）
- 常設展示室と企画展示室間の光庭（2016年7月撮影）
- ミュージアムショップ（2016年7月撮影）
- カフェテリアTARO（2016年7月撮影）
- 美術館屋外の「母の塔」

## 沿革
- 1991年
  - 11月 - 川崎市が岡本太郎から作品352点の寄贈を受ける。
  - 12月 - 川崎市が岡本太郎の美術館建設を決定。
- 1992年
- 6月 - 「仮称岡本記念館建設構想委員会」を設置。
- 7月 - 川崎市、環境基本条例施行。
- 9月 - 川崎市環境保全局・多摩区役所・市民の共同作業で作成した「生田緑地整等備構想等懇談会報告書」を発表。
- 1993年
  - 1月 - 岡本太郎に川崎市名誉市民を贈る。
  - 3月 - 「仮称岡本記念館建設基本構想」を策定。
  - 3月 - 岡本太郎所有の作品1427点が追加寄贈される。
  - 4月 - 「仮称岡本記念館建設基本計画策定委員会」を設置。
  - 7月 - 「仮称岡本記念館建設基本計画」を策定、「仮称岡本太郎美術館建設委員会」を設置。
  - 7月 - 川崎市長・教育長が「基本計画 5000㎡の完全地下式美術館と45m のシンボルタワー及び建設地 生田緑地の噴水広場」を発表。
  - 11月以降 - 川崎市が「噴水広場周辺環境調査」を実施。
- 1994年
  - 3月23日 - 市議会において、環境調査の結果、噴水広場奥の谷戸に建設、シンボルタワーは40mにすると報告。
  - 10月12日 - 川崎市、大規模事業の環境調査指針施行。

- 1995年

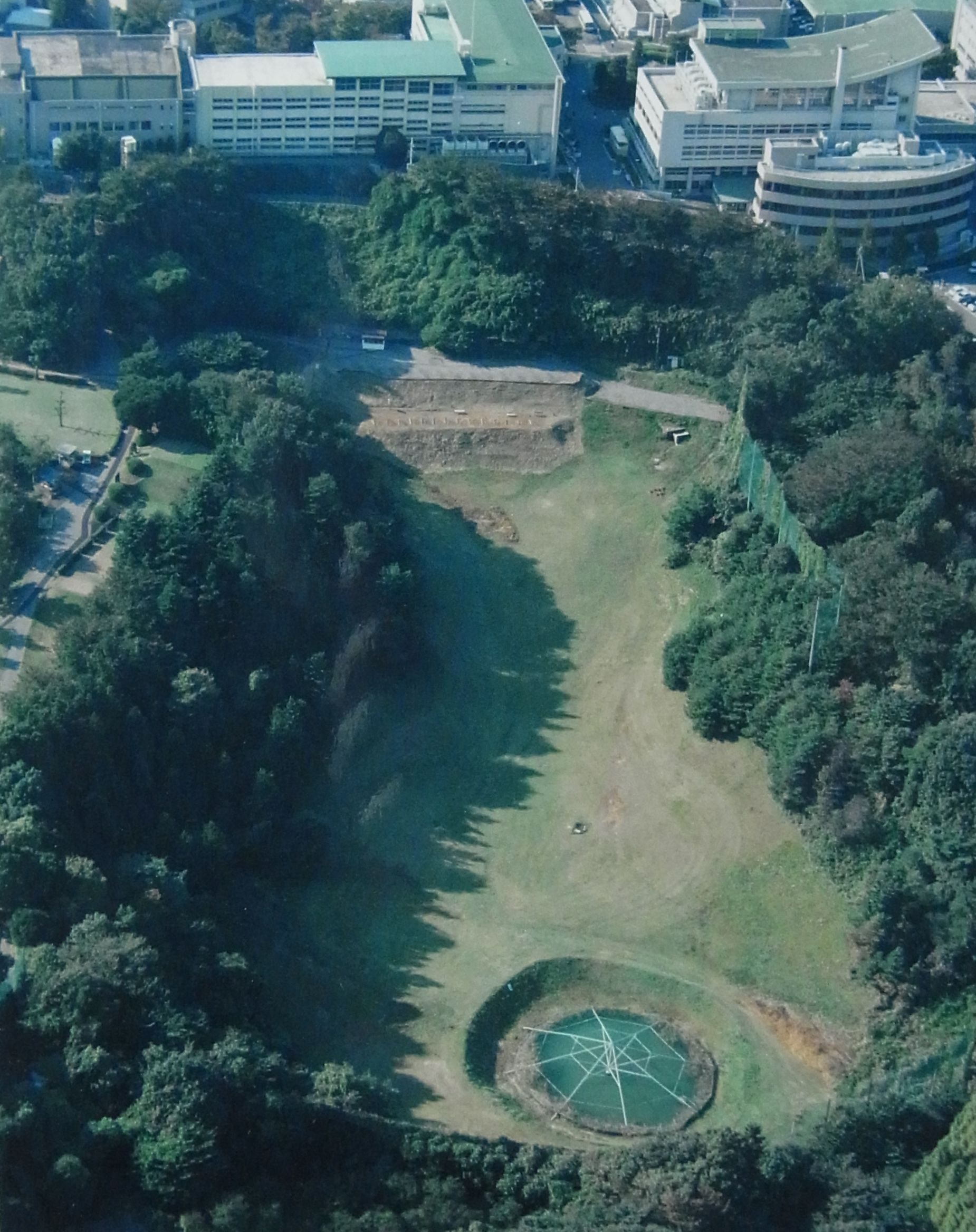
建設地のゴルフ練習場の航空写真（1996年10月撮影）

  - 3月 - 建築基本設計、展示基本設計、シンボルタワー基本設計が完了。
  - 6月27日 - 川崎市、生田緑地ゴルフ練習場を建設地に決定。
  - 7月25日 - 教育委員会、建設地をゴルフ練習場に決定。
  - 12月19日 - 川崎市、ゴルフ練習場を視察、住民説明会を開催。
  - 12月 - 「仮称岡本太郎美術館資料収集委員会」「同評価委員会」を設置。
- 1996年
  - 1月7日 - 岡本太郎死去、享年84歳。
  - 3月29日 - 建築実施設計、展示実施設計、シンボルタワー実施設計完了。
  - 4月19日 - 川崎市、まちづくり公社へ買取価格93億3千万円で建設事業実施依頼書出す。
  - 5月29日 - 川崎市、実施設計・環境影響評価（環境アセスメント）を発表。
  - 6月 - アートガーデンにおいて「岡本太郎追悼展」開催。
  - 7月17日 - 川崎市、8月上旬着工手続きを表明。
  - 8月8日 - 建築審査会。
  - 8月30日 - 岡本美術館建設の外構工事着工。
  - 9月20日 - 川崎市まちづくり公社が工事入札を実施、本体工事の建設請負業者に戸田建設、株式会社北島工務店等が落札し仮契約締結。
  - 11月1日 - 岡本太郎美術館建設工事の本契約締結。
  - 11月21日 - 川崎市、美術館の本体工事に着手。
- 1997年
  - 2月26日 - 岡本太郎美術館建設工事、展示工事竣工。
  - 3月 - 「仮称岡本太郎美術館運営準備協議会」「同調査委員会」を設置。
  - 4月 - 川崎市岡本太郎美術館を発足。財団法人川崎市博物館振興財団に管理運営を委託。
  - 4月 - シンボルタワー「母の塔」工事竣工。
  - 10月30日 - 川崎市岡本太郎美術館開館。開館記念展「多面体・岡本太郎 - 哄笑するダイナミズム」展開催。
- 2003年4月 - 岡本敏子所有の岡本太郎関連資料1827点が寄贈される。
- 2004年10月 - 開館5周年記念「テレビ発掘まる裸の太郎展」展開催。
- 2005年4月 - 岡本太郎の養女・岡本敏子没。
- 2009年4月 - 開館10周年記念展「岡本太郎の絵画」展開催。
- 2012年4月 - 北条秀衛が館長に就任。
- 2014年
  - 7月 - 川崎市制90周年記念展「岡本太郎とアール・ブリュット 生の芸術の地平へ」展開催。
  - 10月 - 開館15周年記念展「TARO賞の作家II」展開催。
  - 11月 - 開館15周年記念イベント「TARO祭り」開催。
- 2015年
  - 2月 - 「母の塔」補修工事完了。
  - 4月 - 「川崎市岡本太郎美術館資料収集委員会」「資料評価委員会」が廃止。
  - 6月 - 「川崎市岡本太郎美術館協議会」が廃止。
  - 10月 - 「川崎市文化芸術振興会議施設部会」を設置。
- 2022年
  - 9月 - 老朽化に伴う修繕工事で一時休館。

## 反対運動
この美術館建設地を巡って「自然を破壊する」として、一部の自然保護を訴える地域住民から反対運動が起こり、1993年に結成された市民団体「生田緑地の自然を守る会（代表・江田雅子）」が川崎市を相手取り訴訟を起こすまでに発展。原告として動物・昆虫・植物（ホンドギツネ、ホンドタヌキ、ギンヤンマ、カネコトタテグモ、ワレモコウ）を原告として争うという「自然の権利訴訟」となった。
1997年1月24日、生田緑地の自然を守る会が『川崎市生田緑地岡本太郎美術館建設公費違法支出差止請求事件（生田緑地・里山・自然の権利訴訟）を横浜地方裁判所に提訴した。
その後、4年半に及ぶ裁判で公判が27回開かれ、2001年（平成13年）6月27日に「生田緑地・里山・自然の権利訴訟」の判決が確定。環境影響評価手続を経ないまま美術館建設に公金が支出されたことはアセスメント条例違反ではあるが、市に損害をもたらしたとは言えないとして、原告らの請求が棄却された。確定判決を受け、翌2002年5月26日「生田緑地の自然を守る会」は解散した。

### 反対運動の歴史
- 1993年
  - 8月5日 - 「生田緑地の自然を守る会」（以下「守る会」）結成。川崎市長に「岡本美術館の用地決定を白紙撤回要望書」を提出。
  - 12月7日 - 川崎市、守る会へ説明会を開催。
  - 3月31日 - 川崎市、多摩区町内会連合会へ説明会を開催。
  - 5月24日 - 守る会、建設用地の変更と生田緑地の自然保全の請願書を提出（署名数8000名）。
  - 7月21日 - 稲田郷土史会、建設計画の変更求める陳情書を提出。
- 1994年
  - 3月7日 - 日本ナショナルトラスト、市長に「自然環境と景観を破壊する」と見直し要望書を提出。
  - 11月18日 - 梅原猛等の知識人[誰?]、建設の再考を求め意見書を提出。
- 1995年
  - 2月26日 - 守る会、講演会「身近な自然が大切」講師ケビン・ショート開催。
  - 7月12日 - 守る会、文化庁長官に「重要文化財保護法違反の疑い」と、指導・勧告の要望書を提出。
  - 10月22日 - 多摩区民祭で市民アンケート実施、95%が建設に問題ありと回答。[要出典]
- 1996年
  - 8月3日 - 川崎市が住民に対し説明。仮設道路の構造と環境アセスメントとの関係に議論が起きる。[要出典]
  - 10月29日 - 守る会、個人331名とホンドキツネ・ホンドタヌキを請求人とした監査請求提出。
  - 11月21日 - 市側の美術館本体工事着手に対し、守る会が話し合いを終日展開。
  - 12月26日 - 監査結果が公表される、違法性・不当性は認められずとして請求棄却。
- 1997年
  - 1月24日 - 守る会、「川崎市生田緑地岡本太郎美術館建設公費違法支出差止請求事件（生田緑地・里山・自然の権利訴訟）」を横浜地方裁判所に提訴。
  - 4月7日 - 横浜地裁、第1回口頭弁論、東京農工大教授鬼頭秀一原告補佐人で出廷、守る会が意見陳述。
  - 5月26日 - 第2回口頭弁論、東京大学名誉教授小林直樹が原告補佐人で出廷、環境保全の重要性・生田緑地保全の意義陳述[注釈 3][10]。
  - 9月3日 - ホンドキツネらの「自然原告」の訴え、横浜地裁で却下。
  - 9月12日 - ホンドギツネらの「自然原告」、東京高裁へ控訴。
- 2001年
  - 1月22日 - 第27回口頭弁論、原告 最終準備書面[10]、横浜地方裁判所第1民事部に提出して結審。
  - 6月27日 - 「生田緑地・里山・自然の権利訴訟」の確定判決。環境影響評価手続を経ないまま美術館建設に公金が支出されたことは条例違反ではあるが、市に損害をもたらしたとは言えないとして、原告らの請求が棄却された[8]。
- 2002年5月26日 - 第6回総会で「生田緑地の自然を守る会」解散。

### 訴訟

#### 原告の主張
原告の主張の要約
1. - 生田緑地の自然を守る会が、川崎市はアセス条例に違反しているとして、「違法な手続きによる建設費」の支出71億円の返還を請求した。
2. - 横浜地方裁判所は、返還請求を棄却したが、「市は環境アセス条例に違反」「公金支出は違法と認められる」と、市の違法性を認めた。
3. - 川崎市のアセス条例は、「開発地域が1万㎡以上の場合は、環境影響評価報告書の提出義務」と「市民は意見書の提出と公聴会の要請」ができる。
4. - 川崎市は、「開発地域の面積は9468㎡、環境影響調査を行った」とし、「審議会設置を含むアセスの必要性はない」と主張した。
5. - 生田緑地の自然を守る会は、「敷地外の工事用仮設進入道路等も開発行為に当たる」、「開発地域は1万㎡を超えている」と主張し、この主張が認められた。
6. - 生田緑地の自然を守る会は、建設地を生田緑地以外の代替地も提案したが、川崎市は生田緑地内の建設に最後までこだわった。

原告による「アセスメント手続き違反」の主張
1. - 本件において実施設計段階において予定されていた盛土、切土及び擁壁設置といった造成工事、並びに、Ｕ字溝設置及びポラコン設置といった屋外付帯工事は、一体のものである。
2. - 前記工事の目的及び客観的性質より、建物の安全性に供するためのものである。したがって、これらの工事は、「建築物の建築の用に供する」ものであり、これらの工事が行われる範囲は、開発区域である。
3. - 前記造成工事及び屋外付帯工事が行われる工事範囲の中で「敷地」が切り取られたとしても、それら工事が一体である以上、「敷地」境界線の内側の工事が「建築の用に供するため」であり、「敷地」の外の工事は「公園整備のため」と区分することは不可能である。検討すれば、「敷地」として本件実施設計図等の上に引かれた線は本件開発区域の範囲の判断において何ら意味をもたない。
4. - 実施設計において計画されていた屋外附帯工事及び造成工事については、いずれについても、その工事範囲は、１万平方メートルを超えるものである。したがって、本件美術館建設事業における開発区域は１万平方メートルを超えるのであるが、それにも係わらず、環境影響評価を行わずに本件事業を行ったことは、アセスメント条例に違反する。